# Schulthessiella minuta
Schulthessiella minuta är en insektsart som först beskrevs av Schulthess Schindler 1909.  Schulthessiella minuta ingår i släktet Schulthessiella och familjen Thericleidae. Inga underarter finns listade i Catalogue of Life.